# Mask (TV-serie, 2015)
Mask (hangul: 가면; RR: Gamyeon) är en sydkoreansk TV-serie som sändes på SBS från 27 maj till 30 juli 2015. Soo Ae, Ju Ji-hoon, Yeon Jung-hoon och Yoo In-young spelar i huvudrollerna.

## Rollista (i urval)

### Huvudroller
- Soo Ae som Byun Ji-sook/Seo Eun-ha
- Ju Ji-hoon som Choi Min-woo
- Yeon Jung-hoon som Min Seok-hoon
- Yoo In-young som Choi Mi-yeon

### Biroller
- Jung Dong-hwan som Byun Dae-sung
- Yang Mi-kyung som Kang Ok-soon
- Hoya som Byun Ji-hyuk
- Jeon Guk-hwan som ordförande Choi Doo-hyun
- Park Joon-geum som Mrs. Song
- Park Yong-soo som kongressledamot Seo Jong-hoon
- Lee Jong-nam som Mrs. Lee
- Kim Byung-ok som regissör Shim
- Jo Han-sun som Kim Jung-tae
- Park Yeon-soo som Myung-hwa
- Hwang Seok-jung som Mal-ja
- Park Jun-myeon som general manager Yeo
- Joo Jin-mo som professor Kim
- Kim Ji-min som Kim Yeon-soo
- Moon Sung-ho som Nam-chul
- Cho Yoon-woo som Oh Chang-soo
- Sung Chang-hoon som Bbul-te
- Jeon Jin-seo som Choi Min-woo (föga)